# Малі протичовнові кораблі проєкту 1145.1
Малі протичовнові кораблі проєкту 1145.1 (шифр «Сокол», англ. Mukha class за класифікацією НАТО) — серія малих протичовнових кораблів (корветів) побудованих на феодосійському суднобудівному заводі «Море» з 1987 року. Унікальний проєкт бойового корабля на підводних крилах.

## Історія створення
В основу проєкту лягла ідея зниження гідродинамічного опору за рахунок підйому корпусу судна з води. В результаті досліджень, проведених в СРСР наприкінці 1950-х років, був побудований малий торпедний катер з носовим малозануреним крилом і бічними стабілізаторами, а з 1960-х будувались торпедні, а потім ракетні катери проєктів 206М і 206МР з подібним крилом і керованої транцевою плитою. Застосування останньої поліпшило керованість катера під час руху на високій швидкості при хвилюванні моря. Однак малозанурені крила виявилися неморехідними. Рішення проблеми вчені і конструктори бачили в оснащенні морських суден глибокозануреними підводними крилами з автоматичним управлінням підйомної силою.
Цей напрямок одержав своє теоретичне обґрунтування та практичну реалізацію вже в 1970-х роках. В ході досліджень особлива увага приділялася вдосконаленню систем автоматичного управління підйомної силою крилових пристроїв для підвищення морехідних якостей судна. Іншим фактором, що дозволила успішно здійснити проєктування і будівництво великих кораблів на підводних крилах, було створення і широке впровадження в практику суднобудування легких та економічних газотурбінних силових установок з високими питомими показниками. З метою перевірки правильності прийнятих конструкторських рішень був побудований дослідний малий протичовновий корабель проєкту 1141 (шифр «Сокіл»). Дослідний МПК розроблявся за завданням ВМФ Зеленодольським проєктно-конструкторським бюро. Малий протичовновий корабель 3-го рангу заводський № 801 був закладений на стапелі суднобудівного заводу «Червоний металіст» у Зеленодольську 28 липня 1974 року. Корабель був названий на честь видатного радянського конструктора малих кораблів, головного конструктора Зеленодольського ПКБ Олександра Вікторовича Кунаховича. Спущений на воду 26 жовтня 1975 року, він увійшов до складу флоту 31 грудня 1977 року і 17 лютого 1978 року був включений до складу Чорноморського флоту для дослідної експлуатації.
Серійні кораблі проєкту 1145.1, в основу яких був покладений проєкт 1141, теж мали кодову назву «Сокіл». Новий проєкт також був розроблений Зеленодольськ ПКБ за тактико-технічним завданням, виданим у 1981 році. 1145-й проєкт успадкував багато чого з того, що пройшло апробацію на дослідному кораблі: як і на «Одександрі Кунаховичі», на ньому встановлені носові і кормові крила фіксованого типу з керованими закрилками. Зберігся і рушійний комплекс аналогічний прототипу. Разом з тим серійні кораблі зазнали й істотних змін. Від 1141-го проєкту вони відрізнялися типом енергетичної установки (дизелі замінені газовими турбінами економічного ходу), покращеним озброєнням і гідроакустичним обладнанням. Для поліпшення маневреності на малому ходу був встановлений носовий підрулюючий пристрій. Корабель оснащений автоматизованими комплексами управління головними двигунами, дизель-генераторами, судновими системами, а також системою автоматичного управління рухом; сучасними радіотехнічними засобами, які включають обладнання радіозв'язку «Буран-7», РЛС виявлення надводних цілей МР-220, систему розпізнання свій-чужий «Ніхром», РЛС управління артилерійським вогнем МР-123/176 «Вимпел». Для пошуку і знищення підводних човнів МПК має опускаєму ГАС «Зірка-М1-01».

## Програма будівництва
Будівництво серійних кораблів типу «Сокіл» здійснювалося на феодосійському суднобудівному заводі «Море» з 1982 року. Планувалося побудувати велику серію таких МПК, але до розпаду СРСР всього за проєктом 1145.1 було побудовано два кораблі — у 1988 році МПК-215 і у 1989-му МПК-220.
| Назва      | Зав. № | Дата закладки  | Спуск на воду  | Включення у склад ВМФ | Примітки                                                          |
| ---------- | ------ | -------------- | -------------- | --------------------- | ----------------------------------------------------------------- |
| МПК-215    | 501    | 17 квітня 1982 | 8 серпня 1987  | 31 грудня 1987 (ЧФ)   | списаний 15.03.2001, розібраний на метал                          |
| МПК-220    | 502    | 12 травня 1984 | 20 серпня 1990 | 30 грудня 1990 (ЧФ)   | перейменований 3.04.1998 на «Владімірец», входить до складу ЧФ РФ |
| «Луганськ» | 503    | 1989           |                |                       | будувався для ВМС України, недобудований                          |
| «Львів»    | 504    | 1990           |                |                       | будувався для ВМС України, недобудований                          |

Обидва добудовані кораблі даного проєкту перебували у складі Чорноморського флоту. При розділі ЧФ СРСР у 1997 році відійшли до Чорноморського флоту Російської Федерації. В бойовому складі флоту станом на 2013 рік залишається один корабель проєкту — МПК «Владімірец» ЧФ РФ (бортовий номер 060) з базуванням в Севастополі.
Корвети U201 «Львів» в заводській готовності понад 95% і U203 «Луганськ» в готовності понад 60% продовжують перебувати на стапелі ФСК «Море». Через припинення державного фінансування добудова кораблів призупинена, а їх подальша доля залишається невизначеною. За деякими даними, будівництво кораблів завершили і передбачається продати їх уряду Росії.